# Іван Ружев
Іван Ружев (нар. 16 жовтня 1933, Малко-Тирново, Болгарія) — болгарський політик, дипломат. Генеральний консул Народної Республіки Болгарія в Києві (1989-1992).

## Життєпис
Народився 16 жовтня 1933 року в місті Малко-Тирново. Член БКП з 1961 року. Закінчив гірничо-геологічний інститут у Софії. Він багато років працював головним інженером і начальником шахт Державної гірничої компанії «Берлі». У 1966 році він став секретарем Комуністичного комітету Болгарської комуністичної партії (БКП) при МОК «Медные шахти Бургаса». Він також є керівником відділу. Між 1974 і 1980 років він був секретарем обкому Компартії в Бургасі, відповідальний за розвиток промисловості та бізнесу. Він закінчив Вищу партійну школу в ЦК КПБ. З 1980 р. — заступник голови Ради з енергетики та сировини при Раді міністрів з рангу першого заступника міністра. У 1981 році він був призначений головою виконавчого комітету обласної народної ради в Бургасі. Він також є членом Бюро регіонального комітету БКП у Бургасі. З 1981 по 1990 рік він був кандидатом у члени ЦК Болгарської комуністичної партії.
З 1989 по 1992 рр. — Генеральний консул Народної Республіки Болгарія в Києві.
15 березня 1991 року — був предствлений у Верховній Раді УРСР, як Генеральний консул Республіки Болгарія.